# Сельгручей
Сельгручей — ручей в России, протекает по территории Красноборского сельского поселения Пудожского района Республики Карелии. Длина ручья — 12 км.

## Общие сведения
Ручей берёт начало из Сельгозера на высоте 99,5 м над уровнем моря и далее течёт преимущественно в юго-западном направлении по частично заболоченной местности.
Ручей в общей сложности имеет тринадцать малых притоков суммарной длиной 27 км.
Устье ручья находится на высоте 41 м над уровнем моря в 58 км по правому берегу реки Чёрной, впадающей в Онежское озеро.
Населённые пункты на ручье отсутствуют.
Код объекта в государственном водном реестре — 01040100612202000017106.